# Tiefwerder
Tiefwerder bezeichnet eine Ortslage und einen Werder der Havel im Berliner Bezirk Spandau. Während das Dorf Tiefwerder und der benachbarte Südhafen Spandau zum Ortsteil Spandau gehören, zählen die umgebenden Wald-, Wiesen- und Wasserflächen des Werders zum Ortsteil Wilhelmstadt.
Am Faulen See befand sich bis in das 13. Jahrhundert eine frühslawische Siedlung. Das Dorf Tiefwerder entstand 1815 als Kolonistendorf, als Nachfahren der Spandauer Kietz-Fischer auf den Werder umgesiedelt wurden. Ein großer Teil der historischen Häuser entlang der Dorfstraße ist erhalten und steht als Gesamtensemble Kolonistensiedlung Tiefwerder unter Denkmalschutz. Unter Denkmalschutz steht zudem das Gebäude in der Dorfstraße 5 aus dem Jahr 1895, in dem seit den 1920er Jahren das Ballhaus Spandau ansässig ist. Das Wasserwerk Tiefwerder aus dem Jahr 1914 versorgt sechs Berliner Bezirke mit Trinkwasser.
Im Süden und Osten grenzt das Landschaftsschutzgebiet Tiefwerder Wiesen an die Ortslage. Das von Altarmen der Havel durchzogene Gebiet ist das letzte in Berlin erhaltene natürliche Überschwemmungs- und Hechtlaichgebiet mit großer Bedeutung für den Artenschutz. Es enthält Feuchtwiesen, Auwaldreste und Röhrichte mit natürlichen Land-Wasserübergängen. Aufgrund der zahlreichen Wasserläufe und Siedlungen an den Gräben wird Tiefwerder auch als „Klein-Venedig von Spandau“ bezeichnet.

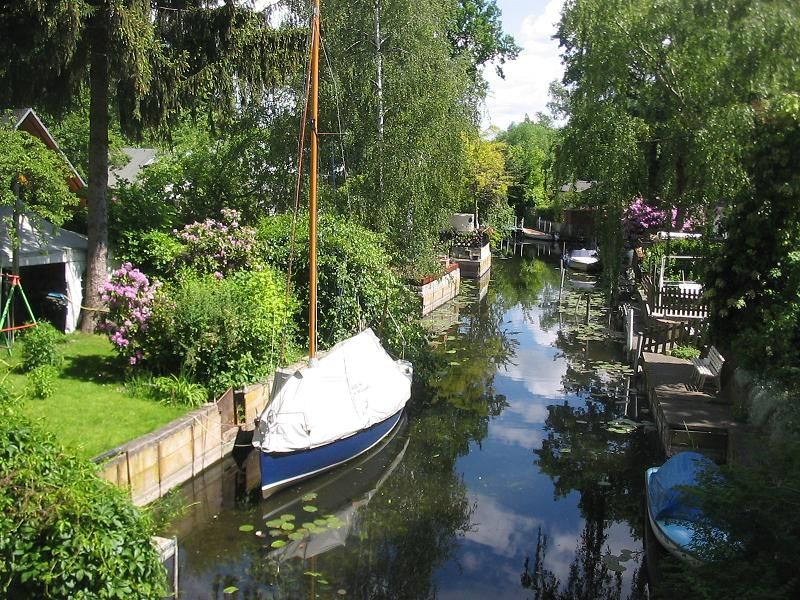
Kleiner Jürgengraben am Ende der Dorfstraße

## Geografie

### Lage und Definition Tiefwerder
Tiefwerder ist ursprünglich ein Flurname. Die erste schriftliche Erwähnung findet sich 1674/1675 als aufm Tiefwerder. Den Zusatz Tief erhielt die Flurbezeichnung Werder in Abgrenzung zum südlich anschließenden Pichelswerder, dessen hochgelegene Ostseite einen Ausläufer des Teltowplateaus bildet. Der Flurname wurde auf das 1816 gegründete Dorf übertragen.
Das Gesamtgebiet Tiefwerder liegt zwischen der Havel und der Havelchaussee. Unklar ist die nördliche und südliche Begrenzung. Die zu Spandau gehörige Ortslage Tiefwerder umfasst den alten Dorfkern und seine späteren Bebauungen zwischen dem Spandauer Südhafen, der ein durch eine Flussbegradigung entstandener Altarm der Havel ist, und dem Kleinen und Großen Jürgengraben. Gelegentlich wird der Südhafen Spandau der Ortslage hinzugerechnet. Reichte die Ortslage nach Norden ursprünglich bis zur Tiefwerderbrücke, werden heute oft weiter nördlich liegende Teile bis zum Stresow hinzugerechnet.

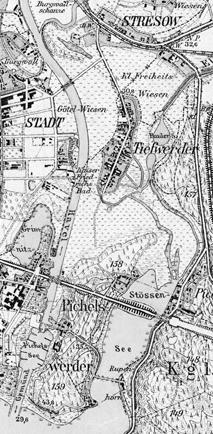
Die Karte (um 1910) zeigt das ehemalige Niederungsgebiet rund um das Dorf. Die heute verbliebenen Tiefwerder Wiesen liegen zwischen Tiefwerder und Pichelswerder.

Bei der Gesamtbezeichnung Tiefwerder kommen die Niederungsgebiete des Werders hinzu, die zu Wilhelmstadt gehören. Dazu zählen die nordöstlich des Dorfes gelegenen und heute aufgeschütteten Freiheitswiesen, der Bereich um den Faulen See und die auf der nebenstehenden Karte von 1894 unbezeichnete Insel südlich des Dorfes zwischen Tiefwerder und Pichelswerder. Die Insel bildet heute den letzten noch verbliebenen Überschwemmungsbereich und das Zentrum des Landschaftsschutzgebiets Tiefwerder Wiesen. Der zentrale Wiesenbereich ist durch eine Fußgängerbrücke über den Kleinen Jürgengraben mit dem Dorf verbunden.

### Kartierung als „Lebensweltlich orientierter Raum“ (LOR)
Im Jahr 2006 stimmten die planenden Fachverwaltungen des Senats, der Bezirke und des Amtes für Statistik Berlin-Brandenburg, auf der Grundlage der von der Jugendhilfe bereits definierten Sozialräume, sogenannte „Lebensweltlich orientierte Räume“ (LOR) ab. Die LOR wurden am 1. August 2006 „per Senatsbeschluss als neue räumliche Grundlage für Planung, Prognose und Beobachtung demografischer und sozialer Entwicklungen in Berlin festgelegt.“ In seiner Kartierung aus dem Jahr 2008 fasst das Amt für Statistik den Lebensraum Tiefwerder (Gebiet 27 in Spandau) sehr weit und bezieht über das Dorf und den Werder hinaus den gesamten nördlichen Bereich bis zum Straßenzug Ruhlebener Straße/Charlottenburger Chaussee in den Lebensraum Tiefwerder mit ein.
Der vorliegende Artikel beschreibt Tiefwerder in der Begrenzung des LOR-Systems mit Ausnahme der Nordwestecke zwischen Havel und Ruhlebener Straße, da diese Ecke dem historischen und auch heutigen Gebiet Stresow zuzurechnen ist. Die Nordostecke im Bereich Elsgrabenweg/Ruhlebener Straße/Teltower Straße bezieht dieser Artikel, entsprechend der LOR-Kartierung, ein, auch wenn sie Teil des historischen Gutsbezirks Grunewald-Forst beziehungsweise ab 1914 des Gutsbezirks Heerstraße im Landkreis Teltow war, während Tiefwerder zum Landkreis Osthavelland gehörte. Denn dieser Teil des Gutsbezirks kam 1920 bei der Bildung Groß-Berlins zu Spandau und gehört heute wie das Niederungsgebiet des Werders verwaltungstechnisch zum Ortsteil Wilhelmstadt. Damit beschreibt der Artikel Tiefwerder in folgenden Grenzen:
- Westbegrenzung: Havel
- Nordbegrenzung: Straßenzug Schulenburgstraße/Charlottenburger Chaussee
- Ostbegrenzung: S-Bahn-Wall der Spandauer Vorortbahn (weitgehend parallel zur Havelchaussee)
- Südbegrenzung: Niederungsgebiet südlich des Kleinen Jürgengrabens.

Im Osten bildet die Spandauer Vorortbahn die Grenze zum Bezirk Charlottenburg-Wilmersdorf, die Altstadt Spandau liegt rund 1,8 Kilometer nordwestlich. Mit der Dorfstraße gibt es im zentralen Bereich Tiefwerders um den alten Dorfkern lediglich eine Straße, die nur aus nördlicher Richtung erreichbar ist.

### Geomorphologie und Naturraum

#### Eiszeitliche Prägung
Tiefwerder befindet sich im südlichen Mündungsbereich der Spree in die Havel. Die Spreeniederung verläuft im weichselglazialen Berliner Urstromtal, das aus mächtigen Sanden aufgebaut ist, die mehr als 20 Meter Mächtigkeit erreichen können. Die Havel folgt in ihrem Verlauf einer glazialen Rinne und quert das Urstromtal, ohne es über eine längere Strecke zu benutzen. Getrennt von der Havelchaussee und dem S-Bahn-Wall schließt sich im Osten der Schanzenwald an, der gleichfalls zum Talsandbereich der Spreeniederung gehört. Der Schanzenwald geht in die Murellenberge über und bildet mit ihnen das Naturschutzgebiet Murellenschlucht und Schanzenwald. Das Hügelgebiet aus Stauch- und Endmoränen gehört zur Nordwestkante des Teltowplateaus.

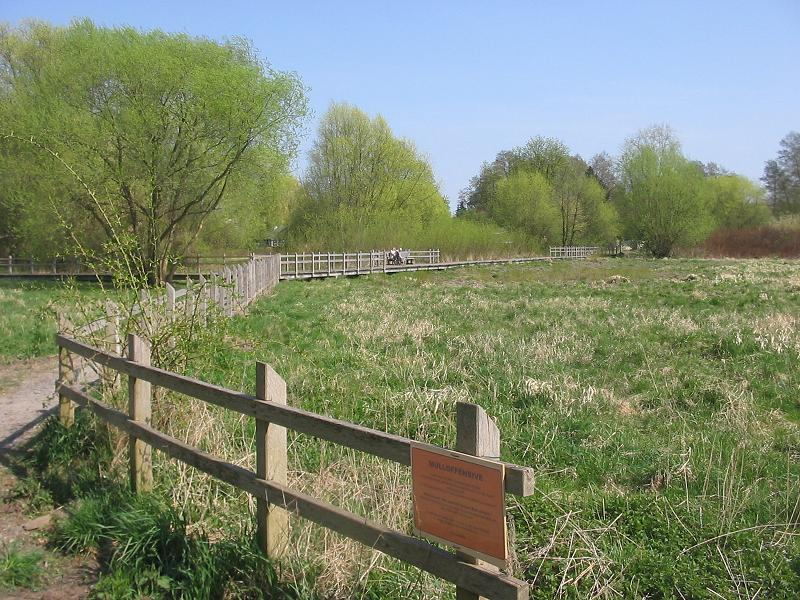
Tiefwerder Wiesen

Die Tiefwerder Wiesen sind das letzte in Berlin erhaltene natürliche Überschwemmungs- und Hechtlaichgebiet mit großer Bedeutung für den Artenschutz und enthalten Feuchtwiesen, Auwaldreste und Röhrichte mit natürlichen Land-Wasserübergängen. Ursprünglich umfasste das von Havelaltarmen durchzogene Gebiet auch heute aufgeschüttete Flächen wie die Freiheitswiesen.

#### Tiefwerder Wiesen
Die Biotop- und Landschaftsfunktion des Landschaftsschutzgebiets Tiefwerder Wiesen (auch als Hechtlaichwiesen bezeichnet) hängt entscheidend von ihrer Überschwemmungsdynamik ab. Faktoren wie die Reduzierung der Spree-Zuflüsse in der Lausitz oder die Havelvertiefung führten seit 1990 zu einer Absenkung des Havelwasserspiegels und zu einer dramatischen Verschlechterung dieser Dynamik, sodass die Zugänglichkeit der Laichwiesen für Hechte nur noch in manchen Jahren möglich ist. Das endgültige Aus droht der Überschwemmungsdynamik durch das Verkehrsprojekt ‚Deutsche Einheit‘ 17 (VDE Nr. 17), das zu einer weiteren Senkung des Wasserstandes führen wird. Wird das Projekt realisiert, will das Land Berlin über eine Ausgleichsmaßnahme die künstliche Bewässerung der Tiefwerder Wiesen mit Havelwasser durchsetzen und Fischtreppen anlegen lassen. Das Land Berlin prüft seit 2007 die Ausweitung des Schutzstatus zum Naturschutzgebiet.

## Geschichte

### Frühslawische Siedlung am Faulen See

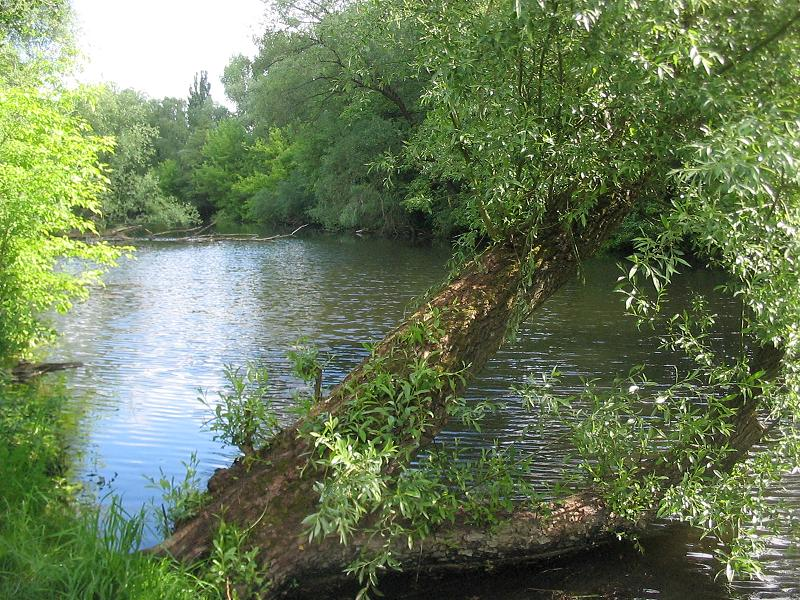
Havelaltarm Fauler See, früher Wirchen-See

Auf dem Ostufer des verlandenden Faulen Sees, dem Rest eines Havelaltarms, bestand bis in die erste Hälfte des 13. Jahrhunderts eine frühslawische Siedlung. Archäologische Funde aus dem Jahr 1962 – Gefäßbruchstücke, nach Adriaan von Müller vom Prager Typus – deuten auf eine Besiedlung zwischen dem 6. und 8. Jahrhundert hin. Gibt man der Datierung 6. Jahrhundert Vorrang, wäre das Dorf im Zuge der ersten slawischen Siedlungswelle in das Havelland angelegt worden und wäre damit älter als die zentrale slawische Siedlungskammer des Spandauer Raums auf der Havelinsel unter dem Burgwall.
Die Siedlung lag auf dem heutigen Gelände des Wasserwerks Tiefwerder. Der Faule See hieß bis in das 19. Jahrhundert Wirchen-See und Winfried Schich vermutet, dass der Seename dem Dorfnamen entlehnt ist. Analog zum Dorf Ferch bei Potsdam wäre der Name etymologisch aus slawisch verch/virch = Höhe, Erhebung abzuleiten – hier bezogen auf die benachbarten Teltowhänge. Noch 1704 verzeichnet das Erbregister Spandau Wirchow als Flurnamen: „[…] biß hinter Pichelstorff an die Scharpelancke und Wirchow.“ (Scharpelancke = Scharfe Lanke) Wahrscheinlich verbirgt sich auch im Jürgengraben, der noch im 19. Jahrhundert als Würgengraben bezeichnet wurde, der gleiche Name.

### Fischerdorf 1816

#### Umsiedlung der Spandauer Kietzer nach Tiefwerder

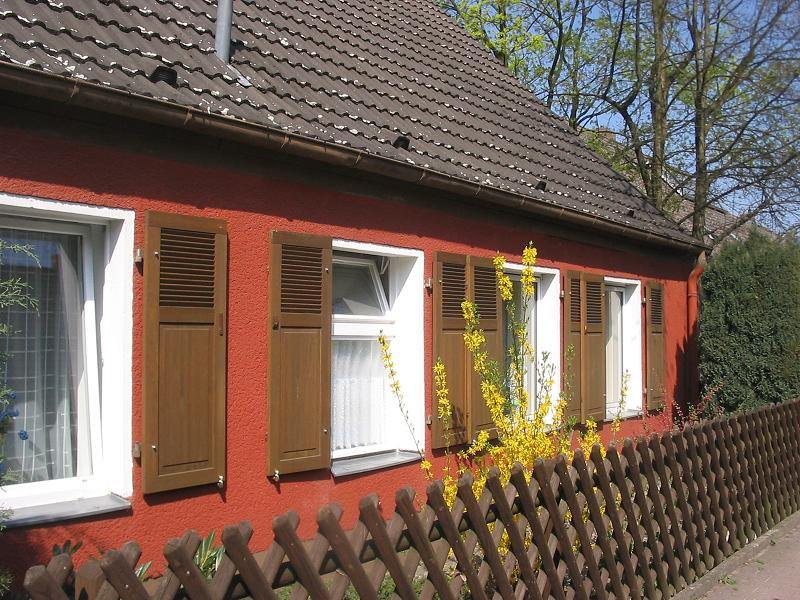
Denkmalgeschütztes Kolonistenhaus von 1816 in der Dorfstraße 23

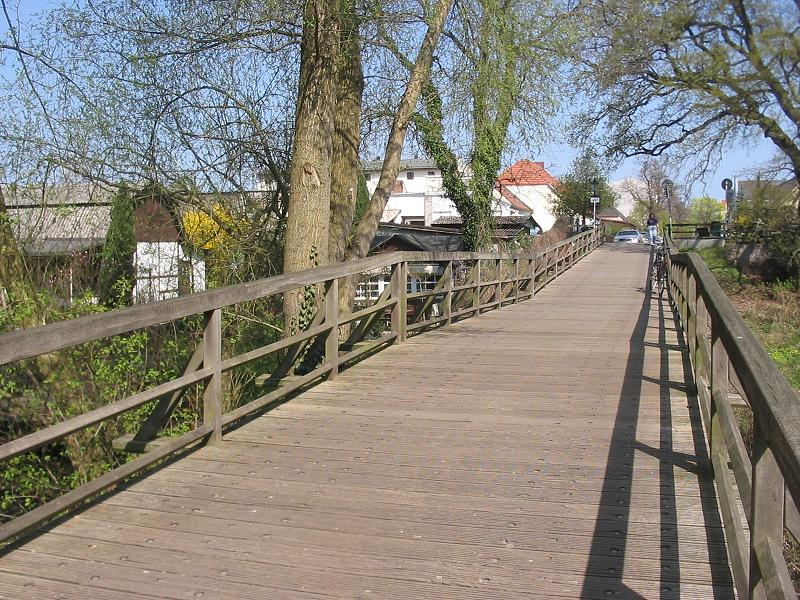
Fußgängerbrücke über den Kleinen Jürgengraben in das Dorf Tiefwerder

Nach der Gründung der Mark Brandenburg durch den Askanier Albrecht der Bär im Jahr 1157 und der danach einsetzenden mittelalterlichen Ostsiedlung wurde die slawische Bevölkerung des Spandauer Raums größtenteils von deutschen Zuwanderern assimiliert. Allerdings blieb eine Dienstsiedlung bei der Spandauer Burg mit slawischen Kietzern besetzt. Die Wenden uff dem Kytze doselbst vor Spanndow hatten 25 Häuser im Jahr 1375 und besaßen ausgedehnte Fischereirechte auf der Havel und der Spree, aber keine Bürgerrechte. Acht Tage im Jahr hatten sie auf der Burg Hofdienst zu leisten. Im Zuge des Ausbaus der Zitadelle wurde 1559 der Kietz aufgelassen und die Kietzer wurden auf den Burgwall umgesiedelt. Bei der Belagerung Spandaus durch russische Truppen in den Befreiungskriegen ließ 1813 der französische Divisionsgeneral und Gouverneur Bruny die Vorstädte räumen und niederbrennen, darunter die Wohnungen der Nachkommen der Kietzer auf dem Burgwall. Die ehemaligen Kietzer mussten erneut umgesiedelt werden und kamen als Kolonisten (da von der Stadt Spandau nach Brandenburg) nach Tiefwerder. Die Abendausgabe des Berliner Tageblatts berichtete am 3. März 1916 unter der Überschrift Hundertjahrfeier in Tiefwerder etwas abweichend:

„Als in den Jahren 1560 bis 1594 durch Rochus zu Lynar das alte Schloß zur Zitadelle ausgebaut wurde, mußten die Kietzer ihre bisherige Wohnstätte verlassen und wurden am Pichelsdorfer Wege angesiedelt, gegenüber dem Burgwall, einer uralten Wendenschanze, von diesem durch einen schiffbaren Wasserarm getrennt. Auch von diesem ‚neuen Kietz‘ mußte jedoch die alte Fischergemeinde weichen, als Preußen im Jahre 1816 die Spandauer Festungswerke planmäßig erweiterte; sie erhielt eine neue Heimstätte auf dem Tiefwerder, einer langen, schmalen Insel zwischen der Havel und dem Faulen See, nördlich des Pichelswerders. Nachdem am 2. November 1815 die ‚Retablierung‘ der Fischer hier durch die Ministerien genehmigt war, wurden diesen am 25. April 1816 die einzelnen Grundstücke zugewiesen. Die Bebauung erfolgte in den Jahren 1818 bis 1820 mit Unterstützung der Regierung.“

Als Gründungsjahr des Dorfes gilt 1816. Bis in das 20. Jahrhundert blieb der Haupterwerbszweig der Bewohner fast ausschließlich die Fischerei. In den 2000er Jahren bildet die Fischersozietät Tiefwerder-Pichelsdorf eine der einflussreichsten Fischereiorganisationen der Region und wacht im Land Berlin über 1682 Hektar und im Land Brandenburg über 3847 ha Fischereigewässer.

#### Baudenkmäler auf dem Tiefwerder

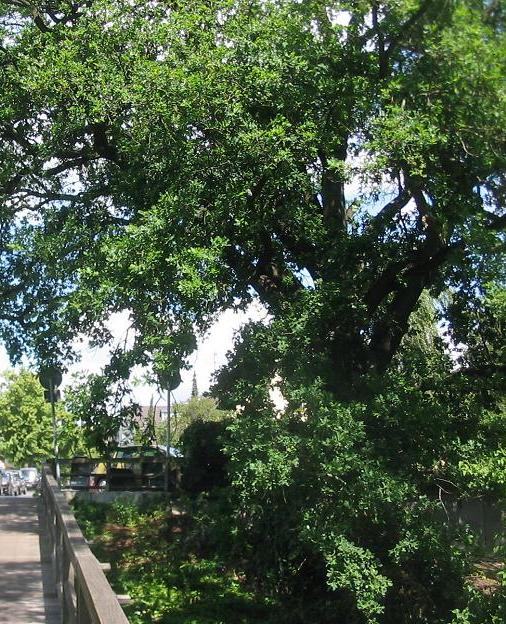
Naturdenkmal Stieleiche am Ende der Dorfstraße

Fünfzehn Kolonistenhäuser an der Dorfstraße sind erhalten und stehen als Gesamtensemble Kolonistensiedlung Tiefwerder (Siedlung und Dorfanlage) unter Denkmalschutz. Eine Stieleiche (Quercus robur) am Ende der Dorfstraße auf der Böschung des Kleinen Jürgengrabens ist als Naturdenkmal ausgewiesen. Der rund 200 Jahre alte Baum hat eine Höhe von 15 bis 20 Meter, einen Kronendurchmesser von rund 20 Metern und einen Stammumfang von 2,50 bis 3 Meter.
Denkmalgeschützt ist ferner das Haus in der Dorfstraße 5, das um 1895 der Maurermeister Karl Schüler bauen ließ und das sich bald als Tanzlokal etablierte und als Ballhaus Spandau Berliner aus allen Ortsteilen anzog. Die heutige Diskothek gehört zu den ältesten Diskotheken weltweit und wirbt für sich als die älteste Rockdiskothek Europas, die durchgehend am gleichen Platz, also ohne einen Umzug, besteht. In der Zeit des Nationalsozialismus nutzte die NSDAP das Lokal als Tagungs- und Veranstaltungsort. Weitere Baudenkmäler im Bereich Tiefwerder sind die beiden Mietshäuser des Maschinenfabrikanten Wilhelm Beeken in der Teltower Straße 16–18 aus dem Jahr 1914. Ferner ist der wenig erhaltene Rest der Teltower Schanze (auch Teltower Brück Schanze) im Eck Havelchaussee/Elsgrabenweg denkmalgeschützt (Schanze, Graben, Hohlschutzraum und Befestigungsanlage). Die Schanze wurde zwischen 1855 und 1866 von der Preußischen Militärverwaltung am ehemaligen Elsgraben errichtet und gehörte zur Stresow-Befestigung, die wie die Havelschanze ein Teil des um die Altstadt Spandau und die Zitadelle angelegten Befestigungsrings war. Die militärische Nutzung des Reduitbaus, der dem Schanzenwald den Namen gab, endete 1903.

### Südhafen und Wasserwerk

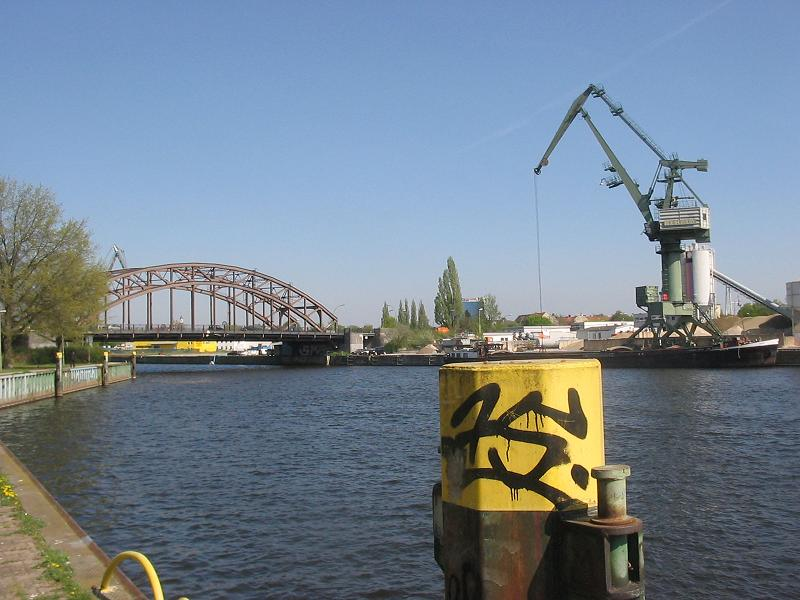
Südhafen Spandau, Havel, Schulenburgbrücke

Die Stadt Spandau baute 1908 den Südhafen am Tiefwerder aus. Sie ließ dabei zugleich die Havel begradigen, sodass zwischen dem Havelaltarm – heute als Unterhafen Spandau bezeichnet – und dem regulierten Fluss eine hochwasserfreie Insel entstand. Die Hafenanlagen auf der Insel wurden im Norden mit einem aufgeschütteten Damm an die Schulenburgbrücke und den Stresow angebunden. Eine Hafenbahn verband die Hafenanlagen mit der Berliner Stadtbahn in Ruhleben. Umgeschlagen wurden hauptsächlich englische Gaskohle aus Hamburg, Walzeisen, Baustoffe und Zuckerrüben. Der Binnenhafen verlor schnell an Bedeutung, da er der Konkurrenz des Berliner Westhafens und Spandauer Nordhafens nicht gewachsen war. Heute betreibt die Berliner Hafen- und Lagerhausgesellschaft (BEHALA) das 17 Hektar umfassende Hafengelände. Durch die Lagerung von flüssigen Mineralölprodukten nach dem Zweiten Weltkrieg ist das Gelände stark kontaminiert. Seit 1990 baut die BEHALA Hoch- und Erdtanks, Gebäude und Versiegelungen teilweise zurück und saniert die beschädigten Flächen.
Die Sanierung ist nicht nur zum Schutz der Tiefwerder Wiesen erforderlich. Der östliche Grundwasserabstrom des Südhafens liegt am Rand des Wasserschutzgebiets Tiefwerder (engere Wasserschutzzone II) und der Förderbrunnen des Wasserwerks nur rund 550 Meter entfernt. Das Wasserwerk Tiefwerder befindet sich zwischen dem Havelaltarm Hohler Weg und der Havelchaussee und ging 1914 in Betrieb. Bauherr war die Charlottenburger Wasserwerke AG. Das Werk der Berliner Wasserbetriebe versorgt heute sechs der zwölf Berliner Bezirke mit Trinkwasser. 55 Vertikalbrunnen mit Tiefen von 30 bis 100 Meter fördern im Maximum täglich 100.000 m³ Wasser.

### Kleingartenkolonien und Klein-Venedig

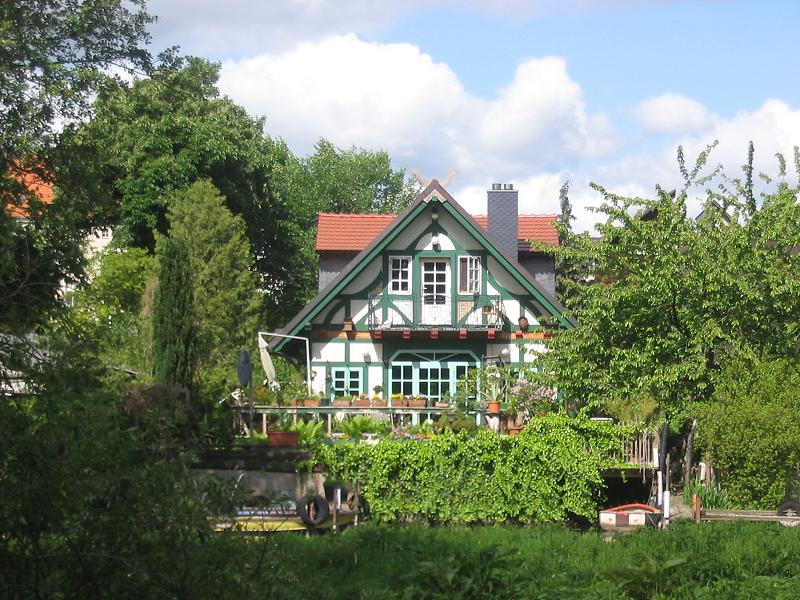
Siedlung am Großen Jürgengraben

Das ursprüngliche Überschwemmungsgebiet der Tiefwerder Wiesen wurde seit Beginn des 20. Jahrhunderts durch Aufschüttungen und Siedlungsbau immer mehr eingeengt. Die Trinkwassergewinnung des Wasserwerks führte ab 1914 zu einer Grundwasserabsenkung, sodass südlich des Dorfes und an einigen Gräben Kleingartenkolonien und Wochenendhäuser errichtet werden konnten. Die nördlich gelegenen Freiheitswiesen wurden nach dem Zweiten Weltkrieg mit Trümmerschutt aufgeschüttet.
Das von Wasserläufen durchzogene Gebiet südlich und östlich des alten Dorfkerns wird auch „Klein-Venedig“ genannt. Zu diesem Gebiet gehören neben dem Großen und Kleinen Jürgengraben auch Teile der Tiefwerder Wiesen und deren Gewässer Hauptgraben und Hohler Weg. Bewohner und Erholungssuchende können sich hier teilweise nur mit dem Boot fortbewegen. Zur Renaturierung der Flächen sprach das Naturschutzamt Spandau 2005 sechzig Pächtern, die Kleingartenparzellen auf landeseigenen Flächen des Landschaftsschutzgebiets hielten, die Kündigung aus. Zwar sind seither die meisten Parzellen geräumt und deren Lauben rückgebaut, allerdings gab das Kammergericht einigen Kleingärtnern, die gegen die Kündigung geklagt hatten, 2008 Recht.

### DDR-Enklave
Wie Teile des Eiskellers bildete ein kleiner Teil der Tiefwerder Wiesen eine Enklave der DDR in West-Berlin. Sie gehörte zum brandenburgischen Ort Seeburg, der an Spandau grenzt und heute einen Ortsteil der Gemeinde Dallgow-Döberitz bildet. Die Briten, in deren Sektor sich das Gebiet befand, lehnten einen staatshoheitlichen Anspruch der DDR ab, erkannten den Status aber insofern an, als sie die West-Berliner Behörden anwiesen, zwar Sicherheit und Ordnung zu gewährleisten, jedoch auf dem Gebiet nicht amtlich tätig zu werden. Der unklare Status fand seine stillschweigende Bereinigung in einer Protokollnotiz zu den letzten Gebietsaustauschvereinbarungen 1988. Beide Seiten erklärten, seitdem keine Exklaven mehr im jeweils anderen Territorium zu haben.

## Statistische Daten
Gesonderte Daten zur Einwohnerentwicklung in Tiefwerder liegen nur bis 1937 vor.

### Einwohnerentwicklung 1871 bis 1937
Bis zur Eingemeindung nach Groß-Berlin im Jahre 1920 war Tiefwerder eine eigenständige Landgemeinde im Kreis Osthavelland und umfasste zu dieser Zeit eine Fläche von 30 Hektar. Bei der Volkszählung von 1910 hatte der Ort 854 Einwohner.
| Einwohnerentwicklung in Tiefwerder von 1858 bis 1937 | Einwohnerentwicklung in Tiefwerder von 1858 bis 1937 | Einwohnerentwicklung in Tiefwerder von 1858 bis 1937 | Einwohnerentwicklung in Tiefwerder von 1858 bis 1937 | Einwohnerentwicklung in Tiefwerder von 1858 bis 1937 | Einwohnerentwicklung in Tiefwerder von 1858 bis 1937 | Einwohnerentwicklung in Tiefwerder von 1858 bis 1937 | Einwohnerentwicklung in Tiefwerder von 1858 bis 1937 | Einwohnerentwicklung in Tiefwerder von 1858 bis 1937 | Einwohnerentwicklung in Tiefwerder von 1858 bis 1937 | Einwohnerentwicklung in Tiefwerder von 1858 bis 1937 |
|                                                      | 1858                                                 | 1871                                                 | 1890                                                 | 1910                                                 | 1919                                                 | 1925                                                 | 1930                                                 | 1935                                                 | 1937                                                 |                                                      |
| ---------------------------------------------------- | ---------------------------------------------------- | ---------------------------------------------------- | ---------------------------------------------------- | ---------------------------------------------------- | ---------------------------------------------------- | ---------------------------------------------------- | ---------------------------------------------------- | ---------------------------------------------------- | ---------------------------------------------------- | ---------------------------------------------------- |
| Einwohner                                            | 343                                                  | 399                                                  | 733                                                  | 854                                                  | 804                                                  | 835                                                  | 1508                                                 | 818                                                  | 1399                                                 |                                                      |

Nach 1937 wurde die Einwohnerzahl Tiefwerders nicht mehr gesondert erhoben. Es kann aber als sicher gelten, dass die heutige Ortslage, die neue Siedlungen an den Freiheitswiesen und im Nordosten einbezieht, deutlich mehr Einwohner hat als in den 1930er Jahren. Einen Hinweis auf die heutige Bevölkerungszahl bietet der Spandauer Wahl-Stimmbezirk 303, der sich mit der Dorfstraße, dem Elsgrabenweg und der Teltower Straße sowie mit Teilen der Ruhlebener Straße, der Havelchaussee und des Tiefwerderweges fast genau mit dem hier beschriebenen Gebiet deckt. In diesem Stimmbezirk gab es 2006 bei der Wahl zum Abgeordnetenhaus von Berlin 972 Wahlberechtigte.

### Wahlverhalten

#### Reichstagswahlergebnisse 1932/1933
Dass die NSDAP das Ballhaus Spandau als Tagungs- und Veranstaltungsort nutzte (siehe oben), heißt nicht, dass Tiefwerder eine Hochburg des Nationalsozialismus war. Bei den Reichstagswahlen im Juli 1932, November 1932 und März 1933 blieb der Stimmenanteil der NSDAP in Tiefwerder (gemeinsam mit Pichelsdorf und Pichelswerder) jeweils deutlich unter dem Spandauer Durchschnitt (27,3 % zu 34,9 % Spandau gesamt zu 37,4 % Deutsches Reich gesamt / 27,9 % zu 33,2 % zu 33,1 % / 38,5 % zu 41,6 % zu 43,9 %). Hingegen gewannen SPD und KPD hier jeweils überdurchschnittlich. Bei der Volksabstimmung im November 1933 über den Austritt aus dem Völkerbund war die Ja-Stimmen-Quote mit 89,2 % die zweitniedrigste der 15 Spandauer Bezirke. Am höchsten lag Siemensstadt mit 94,9 %, der Spandauer Durchschnitt lag bei 91,2 % Ja-Stimmen.

#### Abgeordnetenhauswahl 2006
Im Vergleich zum gesamten Bezirk Spandau und Gesamt-Berlin stimmten die 972 Wahlberechtigten des Stimmbezirks 303 bei der Abgeordnetenhauswahl am 17. September 2006 wie folgt; der Stimmbezirk 303 repräsentiert weitgehend Tiefwerder (siehe vorstehend):
| Abgeordnetenhauswahl in Berlin 2006, Zweitstimmen in % | Abgeordnetenhauswahl in Berlin 2006, Zweitstimmen in % | Abgeordnetenhauswahl in Berlin 2006, Zweitstimmen in % | Abgeordnetenhauswahl in Berlin 2006, Zweitstimmen in % | Abgeordnetenhauswahl in Berlin 2006, Zweitstimmen in % | Abgeordnetenhauswahl in Berlin 2006, Zweitstimmen in % | Abgeordnetenhauswahl in Berlin 2006, Zweitstimmen in % | Abgeordnetenhauswahl in Berlin 2006, Zweitstimmen in % | Abgeordnetenhauswahl in Berlin 2006, Zweitstimmen in % |
|                                                        | SPD                                                    | CDU                                                    | Linke                                                  | Grüne                                                  | FDP                                                    | Graue                                                  | NPD                                                    | WASG                                                   |
| ------------------------------------------------------ | ------------------------------------------------------ | ------------------------------------------------------ | ------------------------------------------------------ | ------------------------------------------------------ | ------------------------------------------------------ | ------------------------------------------------------ | ------------------------------------------------------ | ------------------------------------------------------ |
| Stimmbezirk 303                                        | 35,7                                                   | 26,8                                                   | 03,9                                                   | 11,6                                                   | 09,5                                                   | 05,0                                                   | 02,0                                                   | 02,5                                                   |
| Spandau gesamt                                         | 33,4                                                   | 31,2                                                   | 03,8                                                   | 08,3                                                   | 08,5                                                   | 06,4                                                   | 01,9                                                   | 02,3                                                   |
| Berlin gesamt                                          | 30,8                                                   | 21,3                                                   | 13,4                                                   | 13,1                                                   | 07,6                                                   | 03,8                                                   | 02,6                                                   | 02.9                                                   |